# تیاگو سوارز آلوز
تیاگو سوارز آلوز (به انگلیسی: Thiago Soares Alves) معروف به تیاگو الوز زاده ۲۶ ژوئیه سال ۱۹۸۶ در برزیل بازیکن تیم ملی والیبال مردان برزیل است.
او با تیم ملی برزیل موفق به کسب مدال نقره المپیک ۲۰۱۲ لندن شد.

## باشگاه‌ها
| باشگاه                             | کشور  | از   | به   |
| Grêmio Náutico União               | برزیل | ۲۰۰۰ | ۲۰۰۳ |
| Bento Gonçalves                    | برزیل | ۲۰۰۳ | ۲۰۰۴ |
| On Line/ Herval/Novo Hamburgo      | برزیل | ۲۰۰۴ | ۲۰۰۵ |
| Unisul/Florianópolis               | برزیل | ۲۰۰۶ | ۲۰۰۷ |
| Cimed Brasil Telecom/Florianópolis | برزیل | ۲۰۰۷ | ۲۰۰۹ |
| Cimed Malwee                       | برزیل | ۲۰۰۹ | ۲۰۱۰ |
| SESI-SP                            | برزیل | ۲۰۱۰ | ۲۰۱۱ |
| پاناسونیک پنترز                    | ژاپن  | ۲۰۱۱ | ۲۰۱۲ |
| RJX                                | برزیل | ۲۰۱۲ | ۲۰۱۳ |
| باشگاه والیبال فنرباغچه            | ترکیه | ۲۰۱۳ | ۲۰۱۴ |